# Helena Dam á Neystabø
Helena Dam á Neystabø (født 10. december 1955 i København, Danmark) er en færøsk forlægger og politiker (Javnaðarflokkurin). Hun repræsenterede Sjálvstýrisflokkurin indtil 2001, og var indvalgt til Lagtinget 1990–lagtingsvalget 2002 og lagtingsvalget 2008–lagtingsvalget 2011, formand i Sjálvstýrisflokkurin 1994–2001, social- og sundhedsminister 1998–2001, justitsminister i 2008 og kulturminister 2008–2011.

## Baggrund og erhvervskarriere
Helena Dam á Neystabø er datter af tidligere lagmand Atli Dam og barnebarn af tidligere lagmand Peter Mohr Dam. Hun er født og opvokset i København, og flyttede til Færøerne sammen med sin mor som tretten år gammel. Med to tidligere lagmænd i den nærmeste familie, samt en tidligere kvindesagsforkæmper som mormor, kom Helena Dam á Neystabø tidligt ind i politik. Hun er fra 1981 gift med direktør Kristian á Neystabø fra Haldarsvík, et af deres børn er musikeren Dánjal á Neystabø. Hun rejste i 1975 tilbage til Danmark, hvor hun i 1983 blev cand.mag. i tysk og dansk sprog og litteratur ved Københavns Universitet. Derefter flyttede hun med familien tilbage til Færøerne, hvor hun fik en stilling som adjunkt ved Studentaskúlin og HF-skeiðið í Eysturoy i Kambsdalur på Eysturoy.
Fra 1985 til 1987 var hun ansvarlig for erhvervsfag ved Uddannelsesdirektoratet (Landsskúlafyrisitingin) i Thorshavn. Siden 1988 har hun været ansat ved skolebogforlaget Føroya Skúlabókagrunnur, først som udgivelseskonsulent og fra 1990 som daglig leder. Hun har haft orlov fra stillingerne de gange hun har været i regering. Neystabø fik blandt andet gennemført en gratisordning for forlagets undervisningsmateriale til folkeskolen i begyndelsen af 1990-erne, da den økonomiske krise på Færøerne var på sit værste.

## Lagtingsudvalg
- 2001–2002 formand for Retsudvalget
- 1995–1998 formand for Udlandsudvalget
- 1994–1995 formand for Markedsudvalget
- 1993–1994 medlem af Markedsudvalget
- 1993–1994 formand for Retsudvalget
- 1990–1993 medlem af Miljøudvalget